# Cuaespinós ocraci
El cuaespinós ocraci (Synallaxis albilora) és una espècie d'ocell de la família dels furnàrids (Furnariidae) que habita la selva pluvial i el sotabosc espinós de les terres baixes de l'est de Bolívia, oest i sud del Brasil i nord de Paraguai.
Alguns autors han considerat la població de l'oest del Brasil una espècie de le dret:
- Synallaxis simoni Hellmayr, 1907 - cuaespinós de Casaldàliga[2]